# Servei d'Informació Militar
El Servei d'Informació Militar (SIM) va ser el nom de l'agència d'intel·ligència i del servei de seguretat de la Segona República Espanyola durant la Guerra Civil espanyola.
El SIM va ser creat el 9 d'agost de 1937 pel llavors Ministre de Defensa Nacional Indalecio Prieto, fruit de la unió de les organitzacions d'espionatge i contraespionatge. Amb això es tracta de poder coordinar a tots els serveis d'intel·ligència de la República (Exèrcit, Governació, bascos i catalans).
El SIM va quedar aviat dominat pels comunistes, que el van utilitzar més com a policia política del PCE que com a tal servei d'informació estrictament militar.

## Els comandaments del SIM
El primer cap va ser el socialista Ángel Díaz Basa, amic d'Indalecio Prieto. Va ser substituït al cap de poc temps pel seu segon de bord, Prudencio Sayagües, qui al seu torn va ser substituït pel coronel Uribarri. D'antuvi aquest va ser lleial al Ministre Prieto, però aviat va passar a estar manipulat pels comunistes, i va permetre que el SIM esdevingués en el que Prieto temia, en una policia política comunista.
Uribarri va fugir a França, hom creu que portant-se molts diners, i va ser substituït per Santiago Garcés, un dels membres de la patrulla que va assassinar José Calvo Sotelo. i del que se sospita ser un dels responsables de l'assassinat de Nin.
A Madrid va passar a dirigir el SIM Gustavo Durán Martínez, qui va nomenar comunistes per servir a les seves ordres, per la qual cosa el Ministre Prieto el va substituir per Ángel Pedrero García.

## Els mètodes del SIM
Pocs mesos després de la seva creació, ja fora del control del ministre de Defensa, disposava de 6000 agents amb un pressupost de 22 milions de pessetes. També tenia presons i camps de concentració propis.
Els seus objectius no eren solament els elements «feixistes», o els espies dels revoltats. També es va dedicar a perseguir a tots els que considerava enemics dels comunistes, com els troskistes, anarquistes, cristians, etc.
Influït per Aleksandr Orlov, el SIM utilitzava els mateixos mètodes de tortura que l'NKVD: cel·les en les quals gairebé no cabia una persona, sorolls i llums fortes, banys gelats, etc. La majoria dels seus caps locals es mostraven brutals.
Va ser el responsable de l'assassinat de diversos reclutes republicans i, a Barcelona, de més de 40 persones (sobretot anarquistes) que havien criticat al PCUS.
En la primavera de 1938 va obtenir la llista de tots els falangistes que actuaven a Catalunya. Van detenir 3.500 persones, a les quals, després dels interrogatoris i tortures, van trobar culpables d'espionatge.